# Anisopappus angolensis
Anisopappus angolensis es una especie de planta floral perteneciente al género Anisopappus, categorizada en la tribu Athroismeae, de la subfamilia Asteroideae. Fue descrita por O.Hoffm.
Fue publicada en Bol. Soc. Brot. 10: 170 (1892). Especie nativa de Angola que crece en el bioma tropical.